# مجزرة سجن تدمر
مجزرة سجن تدمر هي مجزرة حصلت في سجن تدمر الواقع في مدينة تدمر الصحراوية، نحو 200 كلم شمال شرق العاصمة السورية دمشق، والتي وقعت أوائل ثمانينيات القرن العشرين. حصلت المجزرة في عهد الرئيس الراحل حافظ الأسد، وتحديدا بتاريخ 27 يونيو/حزيران 1980 حيثُ أودت بحياة مئات السجناء من مختلف المستويات الاجتماعية والسياسية، غالبيتهم محسوبون على جماعة الإخوان المسلمين المعارضة.

## أعداد الضحايا
نظرًا للتكتم المستمر على المجزرة من قبل السلطات، فإن التقديرات بشأن أعداد الضحايا تتفاوت، ففي حين تشير بعض التقديرات إلى تجاوزها حاجز 600 شخص، تشير تقديرات أخرى دولية إلى أن عددهم يزيد على 1000 قتيل. تذكر بعض المصادر الحقوقية أن عدد القتلى يصل حتى 1200 قتيل.

## أحداث المجزرة
وقعت المجزرة في اليوم التالي لما قالت السلطات إنها محاولة اغتيال حافظ الأسد، الذي حمّل جماعة الإخوان المسلمين المسؤولية. في الوقت ذاته؛ أمر رفعت الأسد (شقيق الرئيس حافظ الأسد) عناصره من سرايا الدفاع بتنفيذها، حيث كلّف رفعت صهره الرائد معين ناصيف باقتحام سجن تدمر وقتل من فيه من المعتقلين. وتتطابق المصادر في تأكيد مشاركة أكثر من 100 عنصر بمختلف الرتب في تنفيذ المجزرة، حيث نُقلوا من دمشق إلى مطار تدمر العسكري بواسطة 12 مروحية، ثم توجه نحو 80 منهم إلى السجن، ودخلوا على السجناء في زنازينهم وأعدموا المئات منهم رميا بالرصاص والقنابل المتفجرة. ووفق ما يتوفر من معلومات فإن جثامين القتلى نُقلت بواسطة شاحنات وتم دفنها في حفر أعدت مسبقا في وادِ يقع إلى الشرق من بلدة تدمر، وما زالت اللجنة السورية لحقوق الإنسان تُصرّ على مطلبها بالكشف عن أسماء الضحايا وأماكن دفنهم.

## ردود الفعل
تقول منظمة هيومن رايتس ووتش إن «وحدات كوماندوس من سرايا الدفاع تحت قيادة رفعت الأسد، شقيق الرئيس حافظ الأسد قتلت ما يقدّر بنحو 1000 سجين أعزل، غالبيتهم من الإسلاميين، انتقاما من محاولة اغتيال فاشلة ضد حافظ الأسد مؤكدة أنه لم يتم الإعلان عن أسماء الذين قتلوا إطلاقا.» بدأت تفاصيل المجزرة تتكشف في العام التالي لوقوعها، وتحديدًا بعد اعتقال السلطات الأردنية اثنين من المشاركين في المجزرة، كانا ضمن مجموعة اتهمت بالتخطيط لاغتيال رئيس وزراء الأردن الأسبق مضر بدران، حيث أدليا بتفاصيل المجزرة، فسارعت في حينه منظمة العفو الدولية إلى مطالبة السلطات السورية بإجراء تحقيق في المجزرة، لكن دون جدوى. نشرت مواقع حقوقية سورية شهادات لعناصر شاركوا في تنفيذ المجزرة، فأكدوا فيها أن مهمتهم كانت مهاجمة سجن تدمر. وقدّر أحدهم عدد القتلى بأكثر من 500 قتيل. بينما قال أحدهم إنه شاهد الأيدي والأرجل ملطخة بالدماء. ووصفت لجنة حقوق الإنسان التابعة لمنظمة الأمم المتحدة -في حينه- المجزرة بأنها تتعدى حدود جرائم القتل العمد المعاقب عليها بموجب قانون العقوبات السوري، حيث يعتبر الآمرون بها وكل منفذيها مسؤولين جنائياً عن هذه المجزرة.

## مجازر أخرى في سجن تدمر
مجزرة تدمر ليست الوحيدة في عهد حافظ الأسد، بل وثّقت منظمات حقوقية سبع مجازر جماعية في سجن تدمر وقعت خلال الأعوام 1980، 1981 و 1982 وراح ضحيتها مئات السوريين. ونقلت المنظمات عن سجين سياسي سوري سابق لم تُسمّه، تأكيده أن عمليات إعدام جماعية أخرى وقعت بين عامي 1981 و 1983، موضحا أن عمليات الإعدام كانت تتم مرتين في الأسبوع وتحيق بالعشرات في كل مرة.

### مطالبات بالتحقيق
طالبت اللجنة السورية لحقوق الإنسان في أكثر من مناسبة السلطات بالإعلان عن أسماء ضحايا هذه المجزرة، والإعلان عن مكان دفن الجثث وأسماء كل المسؤولين والمتورطين فيها، وتقديم كل مسؤول وكل متورط إلى قضاء مستقل ليفصل فيها، لكن شيئا من مطالبها لم يتحقق حتى الآن. ورغم المناشدات الدولية يبدو أن ملفات المجازر ظلت مغلقة، إذ تؤكد هيومن رايتس ووتش أن بشار الأسد ورث بلدا محملا بتركة ثقيلة من الانتهاكات، وحتى اليوم لم يتخذ أي خطوة ملموسة للإقرار والتصدي لهذه الانتهاكات، أو لإلقاء الضوء على مصير آلاف الأشخاص الذين اختفوا منذ الثمانينات في القرن العشرين.

## ملاحظة
1. ↑  العدد غير معروف على وجه الدّقة